# Oggetti non stellari nella costellazione dell'Ariete
Principali oggetti non stellari presenti nella costellazione dell'Ariete.

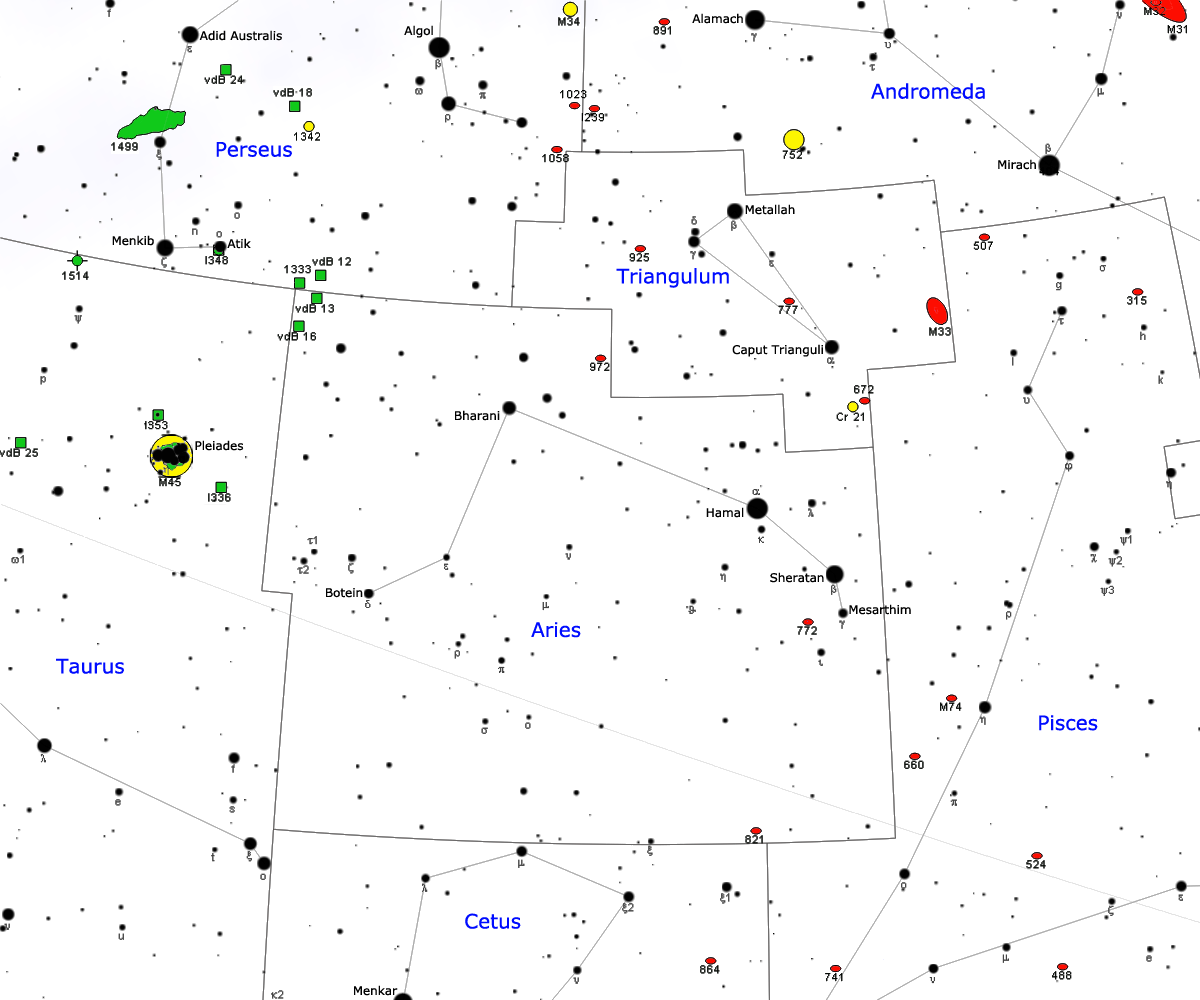
Mappa della costellazione dell'Ariete.

## Galassie
- IC 167
- NGC 671
- NGC 673
- NGC 674
- NGC 675
- NGC 677
- NGC 678
- NGC 680
- NGC 683
- NGC 691
- NGC 694
- NGC 695
- NGC 711
- NGC 722
- NGC 765
- NGC 770
- NGC 772
- NGC 774
- NGC 776
- NGC 781
- NGC 786
- NGC 792
- NGC 794
- NGC 803
- NGC 817
- NGC 820
- NGC 821
- NGC 870
- NGC 871
- NGC 876
- NGC 877
- NGC 882
- NGC 900
- NGC 901
- NGC 903
- NGC 904
- NGC 915
- NGC 916
- NGC 918
- NGC 919
- NGC 924
- NGC 927
- NGC 928
- NGC 932
- NGC 935
- NGC 938
- NGC 962
- NGC 972
- NGC 976
- NGC 984
- NGC 990
- NGC 992
- NGC 1012
- NGC 1024
- NGC 1028
- NGC 1029
- NGC 1030
- NGC 1036
- NGC 1054
- NGC 1056
- NGC 1088
- NGC 1109
- NGC 1111
- NGC 1112
- NGC 1115
- NGC 1116
- NGC 1117
- NGC 1127
- NGC 1134
- NGC 1156
- NGC 1166
- NGC 1168
- NGC 1236
- Segue 2
- UGC 2140

## Ammassi di galassie
- Abell 399
- Abell 401
- MS 0302+17 (superammasso)

## Gruppi di galassie
- Gruppo di IC 187
- Gruppo di IC 1723
- Gruppo di NGC 691
- Gruppo di NGC 772
- Gruppo di NGC 1012
- Gruppo di NGC 1024
- Gruppo di UGC 1384

## Nebulose diffuse
- vdB 13
- vdB 16

## Altri oggetti
- NGC 930